# Аполлонио ди Джованни
Аполлонио ди Джованни (итал. Apollonio di Giovanni; 1415/17, Флоренция — 1465, Флоренция) — итальянский художник.

## Биография и творчество

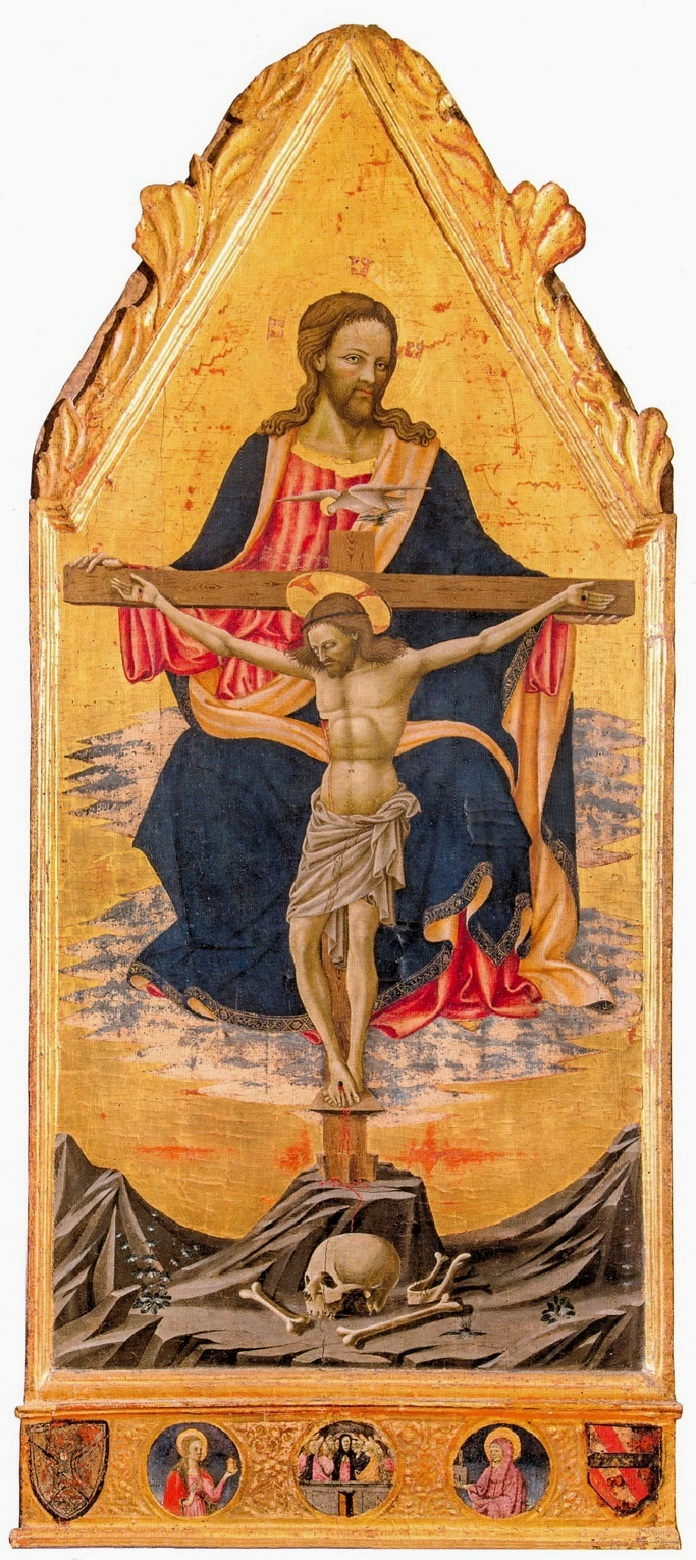
Троица. ок. 1440г, Прато, Музей собора

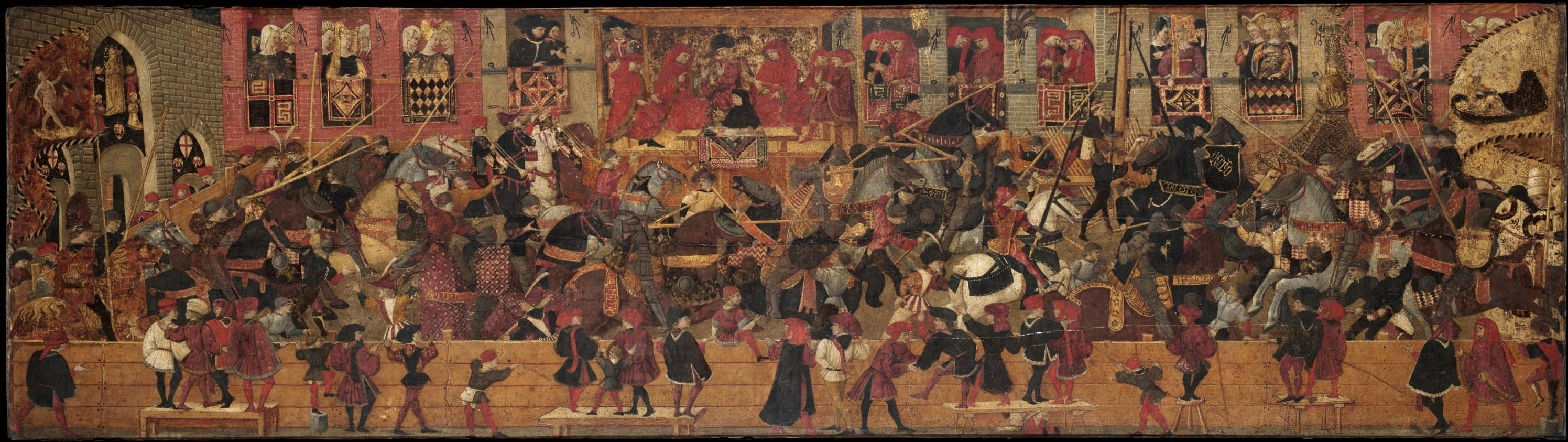
Турнир на площади Санта Кроче. Кассоне. ок. 1440г, Художественная галерея Йельского Университета

Точная дата рождения Аполлонио ди Джованни неизвестна. Неизвестно также, где он учился азам живописного ремесла. Исследователи связывают его формирование как художника с именами таких мастеров прикладной живописи, как Бартоломео ди Фруозино (ок. 1366—1441) и Баттиста ди Бьяджо Сангвиньи (1393—1451). В архивных документах имя Аполлонио впервые появляется в 1442 году — он упоминается как член флорентийской Гильдии врачей и аптекарей (Arte dei Medici e degli Speziali), в которой числились художники. В 1443 году Аполлонио ди Джованни вступает в братство Св. Луки — объединение флорентийских художников. В 1446 году он организует с Марко дель Буоно совместную художественную мастерскую, которая специализировалась на изготовлении кассоне — расписных свадебных сундуков, подносов для рожениц (так наз. деско да парто), картин-спальере, портретов, небольших икон для домашнего пользования, и прочих предметов домашнего обихода, украшавших интерьеры богатых горожан. Компаньоны также работали в технике фрески. В этом совместном предприятии художник продолжал трудиться до самой смерти в 1465 году.
Благодаря тому, что сохранилась учётная книга этой мастерской, известная как Libro di Bottega (правда, в копии, переписанной в XVII веке), учёные имеют представление, какие работы в ней выполнялись, для каких заказчиков и по каким ценам. Книга описывает деятельность предприятия с 1446 по 1463 год, но, к сожалению, имеет большие лакуны, так как переписчика, по всей вероятности, интересовала не столько деятельность мастерской, сколько генеалогия заказчиков (многие предметы быта во Флоренции XV века заказывали в связи с важными событиями — рождением детей или свадьбой). Другим источником сведений о предприятии Аполлонио ди Джованни является расходная книга Бернардо ди Стольдо Раньери, который заказал там набор мебели в период подготовки к свадьбе. Благодаря этим записям известно, что Аполлонио ди Джованни и Марко дель Буоно за время своей совместной деятельности с 1446 по 1462 год изготовили 166 пар кассоне (расписные сундуки-кассоне, как правило, изготавливались к свадьбе парой — для жениха, и для невесты), а их клиентами были самые известные семейства Флоренции: Медичи, Ручеллаи, Гвиччардини, Бенчи, Джинори, Строцци и др., то есть, банкиры, нотариусы, купцы и прочие состоятельные горожане Флоренции. В середине XV века их мастерская была самым процветающим предприятием Флоренции по изготовлению подобной продукции.
Научное изучение творчества Аполлонио ди Джованни началось с 1944 года, когда Вольфганг Штехов определил, что два кассоне «Вторжение Ксеркса в Грецию» (Алленовский мемориальный музей искусства, Оберлин, шт. Огайо) и «Победа и Триумф греков» (ныне утрачен) были заказаны мастерской Аполлонио и Марко в 1461 году к свадьбе Франческо ди Паголо Веттори и дочери Джованни Ручеллаи. Это открытие сделало возможным стилистическую идентификацию других произведений Аполлонио ди Джованни, которые до того не имели чёткой атрибуции. Их приписывали разным анонимным мастерам: «Мастер Вергилия», «Мастер кассоне Джарвса», «Мастер Турнира на площади Санта Кроче», «Мастер Дидоны» и «сотрудник Пезеллино». Большинство из них не имеет точной датировки; конкретную привязку к дате имеют миниатюры к «Божественной комедии» Данте и «Триумфам» Петрарки — 1442 г., кассоне из Оберлина — 1461 г., и лицевая панель к сундуку-кассоне, выполненная к свадьбе Пацци и Борромеи в том же 1461 г. (хранится в Музее Искусства Университета Индианы, Блумингтон). Ещё одна панель от сундука-кассоне с изображением путти и гербов семейства Дель Бене (Фонд Лонги, Флоренция) может быть идентифицирована как заказанная в 1450 году. Этого недостаточно для того, чтобы выстроить твёрдую хронологию творчества Аполлонио ди Джованни, поэтому она носит достаточно условный характер. Дело ещё усугубляется тем, что кассоне расписаны в разном стиле — по всей вероятности в мастерской использовали разных наёмных художников. Ответственным за художественный стиль совместной продукции исследователи считают Аполлонио ди Джованни. Все попытки отделить руку одного из соавторов от руки другого не увенчались успехом.

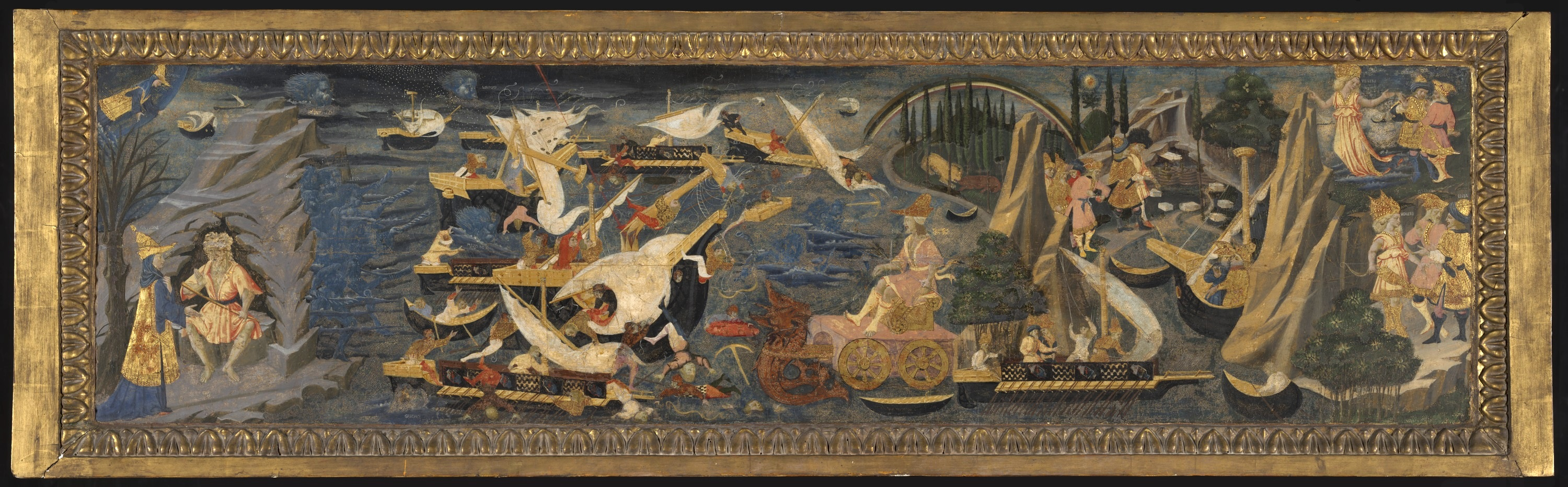
Кораблекрушение Энея. Кассоне. 1450—1460, Художественная галерея Йельского Университета.
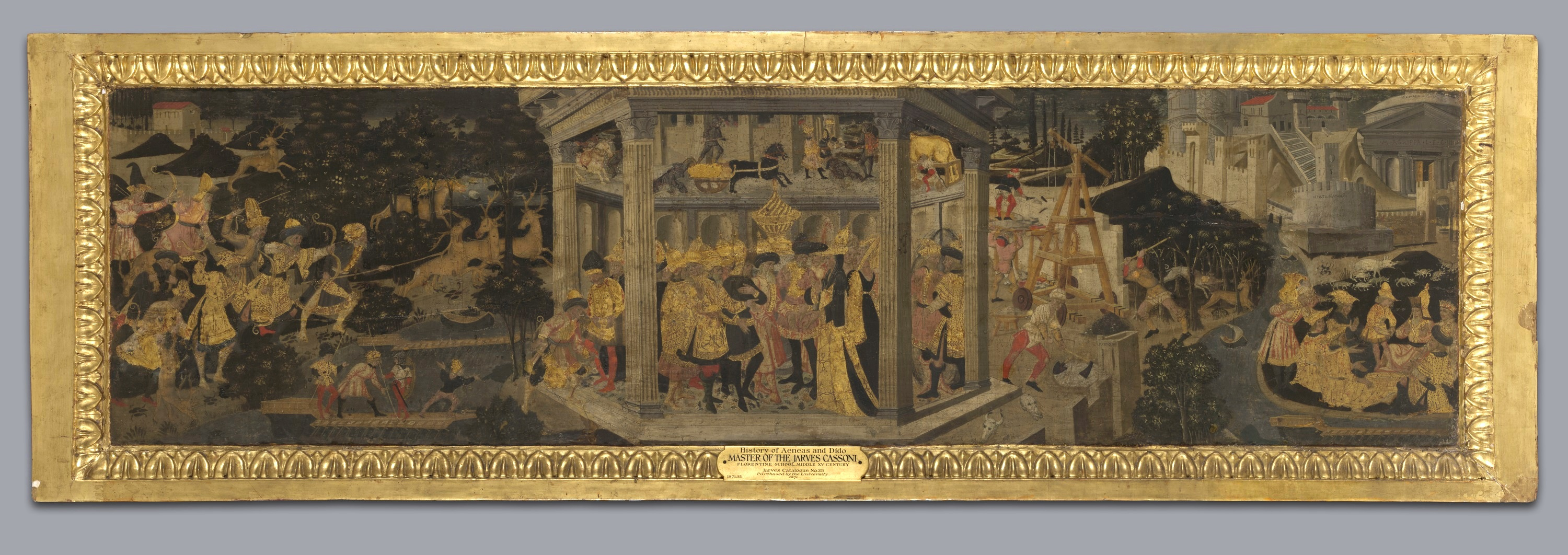
Эней в Карфагене. Кассоне. ок. 1450, Художественная галерея Йельского Университета.
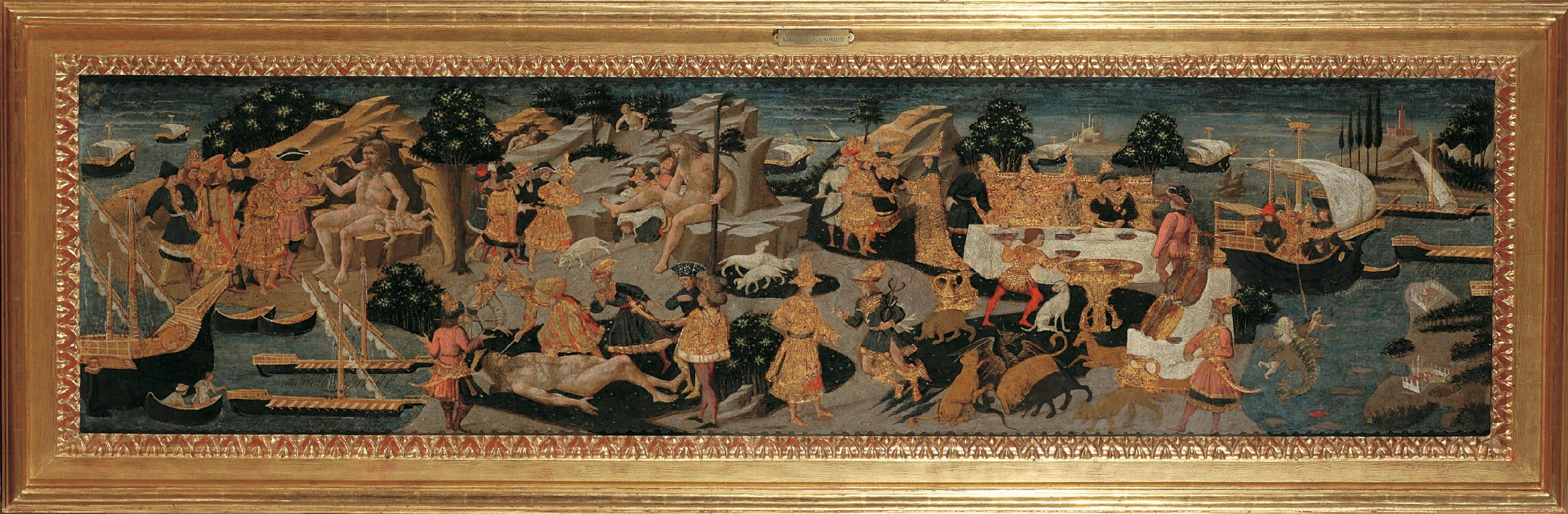
Приключения Улисса. ч. 1, Кассоне. Вавель, Кастелло Реале.
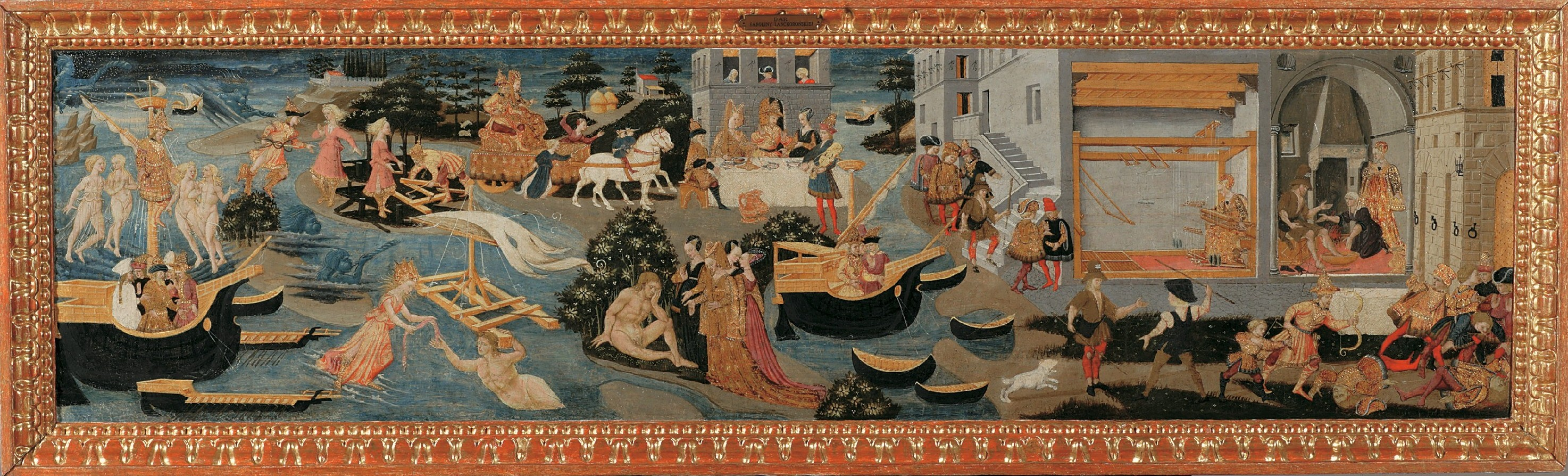
Приключения Улисса. ч. 2 Кассоне. Вавель, Кастелло Реале.
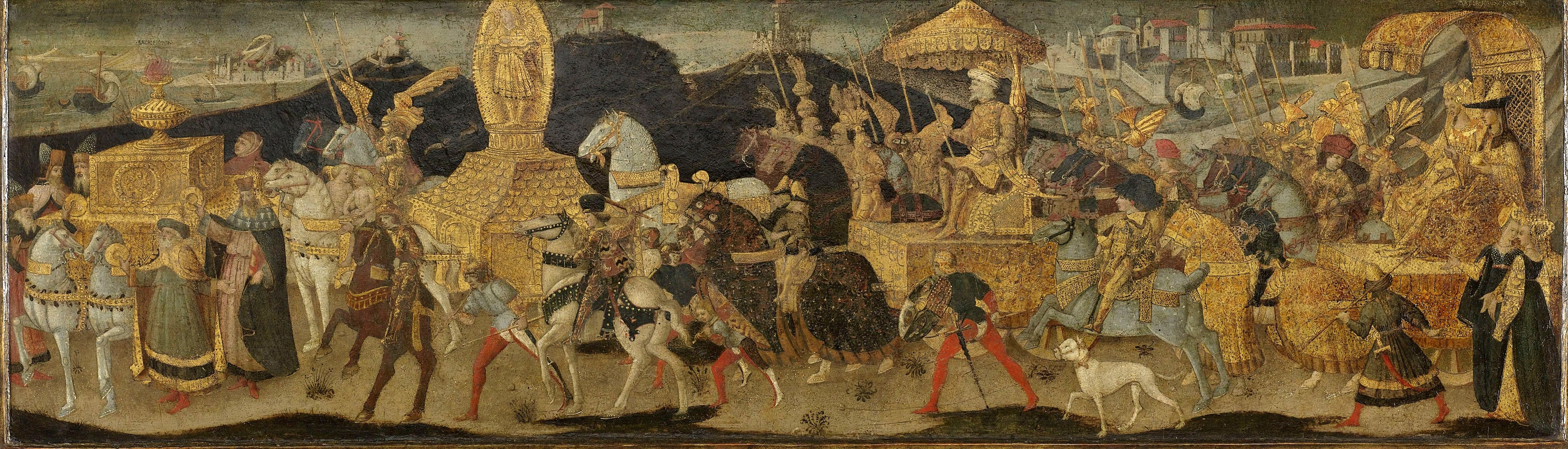
Дарий марширует на битву при Иссе. Кассоне. 1450—1455, Гос. музей, Амстердам.
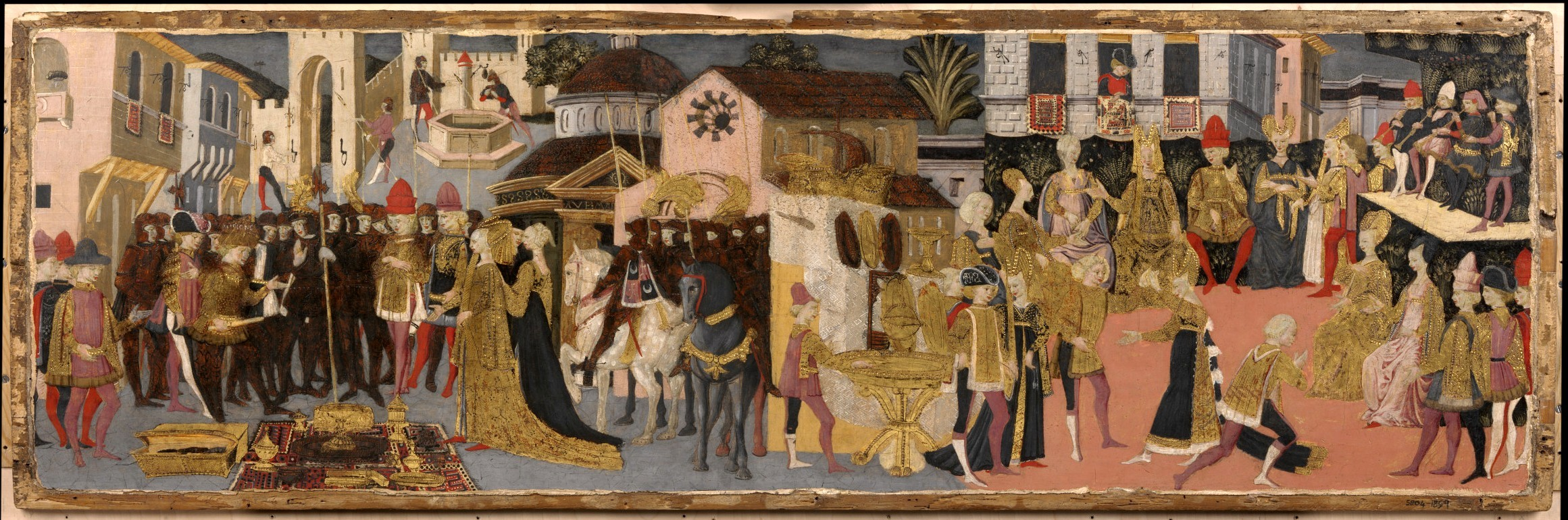
Великодушие Сципиона. Кассоне.  ок. 1463—1465, Музей Виктории и Альберта, Лондон.

Из двух владельцев мастерской Аполлонио ди Джованни был самым известным. Исследователи приписывают ему ведущую роль в делах предприятия. Между 1458 и 1464 годом поэт Уголино Верино сочинил стихи на латыни, в которых превозносит Аполлонио, именуя его «Тосканским Апеллесом». В поэме «Фламетта» Верино описывает картину, на которой были изображены сюжеты из «Энеиды» (Эрнст Гомбрих в 1955 году идентифицировал её с двумя панелями-кассоне из Галереи искусства Йельского Университета). Из поэмы следует, что интерпретации древней истории, которые воплощал в своих произведениях Аполлонио ди Джованни, среди учёных-гуманистов Флоренции обладали определённой ценностью. «Фламетта» имела посвящение Джованни Руччелаи, покровителю Леона Баттиста Альберти. Личные отношения между Аполлонио и Руччелаи свидетельствуют о привлекательности его картин со сценами древней истории для широко образованных и гуманистически ориентированных представителей верхней части среднего класса Флоренции. По всей вероятности, художник был очень начитанным, имевшим широкий кругозор человеком. Несмотря на то, что Аполлонио не проложил новых путей в искусстве, и занимался в основном, по сути, прикладной живописью, его творчество было значительным вкладом в духовную жизнь Флоренции середины XV века.
27 августа 1465 года Аполлонио ди Джованни составил завещание, в котором всё своё имущество отписал Антонио — сыну своего компаньона Марко дель Буоно. Полагают, что Антонио был учеником Аполлонио ди Джованни и завершил некоторые произведения, которые тот оставил неоконченными в связи с болезнью. Точная дата кончины художника не известна.

## Произведения

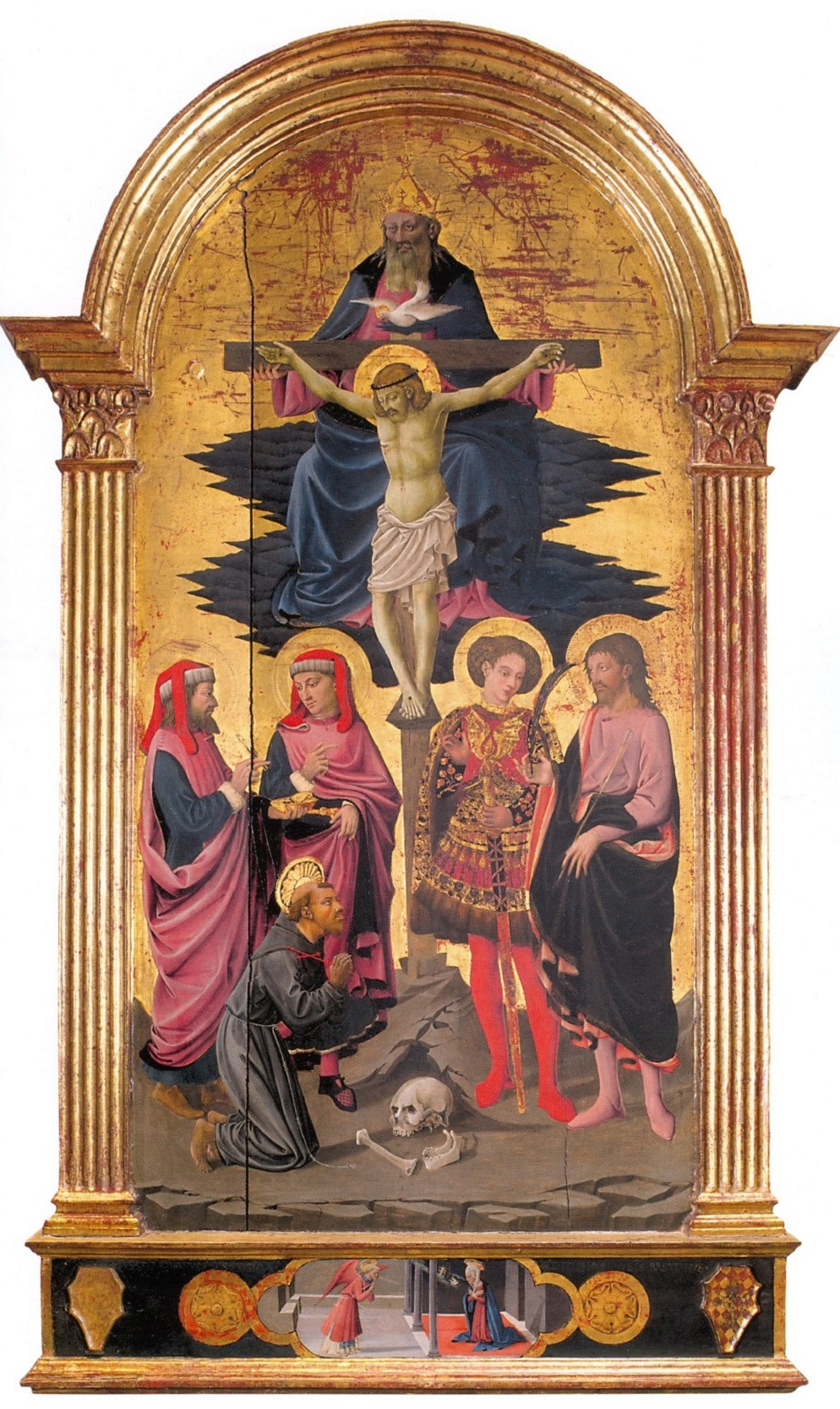
Троица со св. Козьмой, Дамианом, Юлианом, Себастьяном и Франциском. ок. 1450г, Галерея Академии, Флоренция

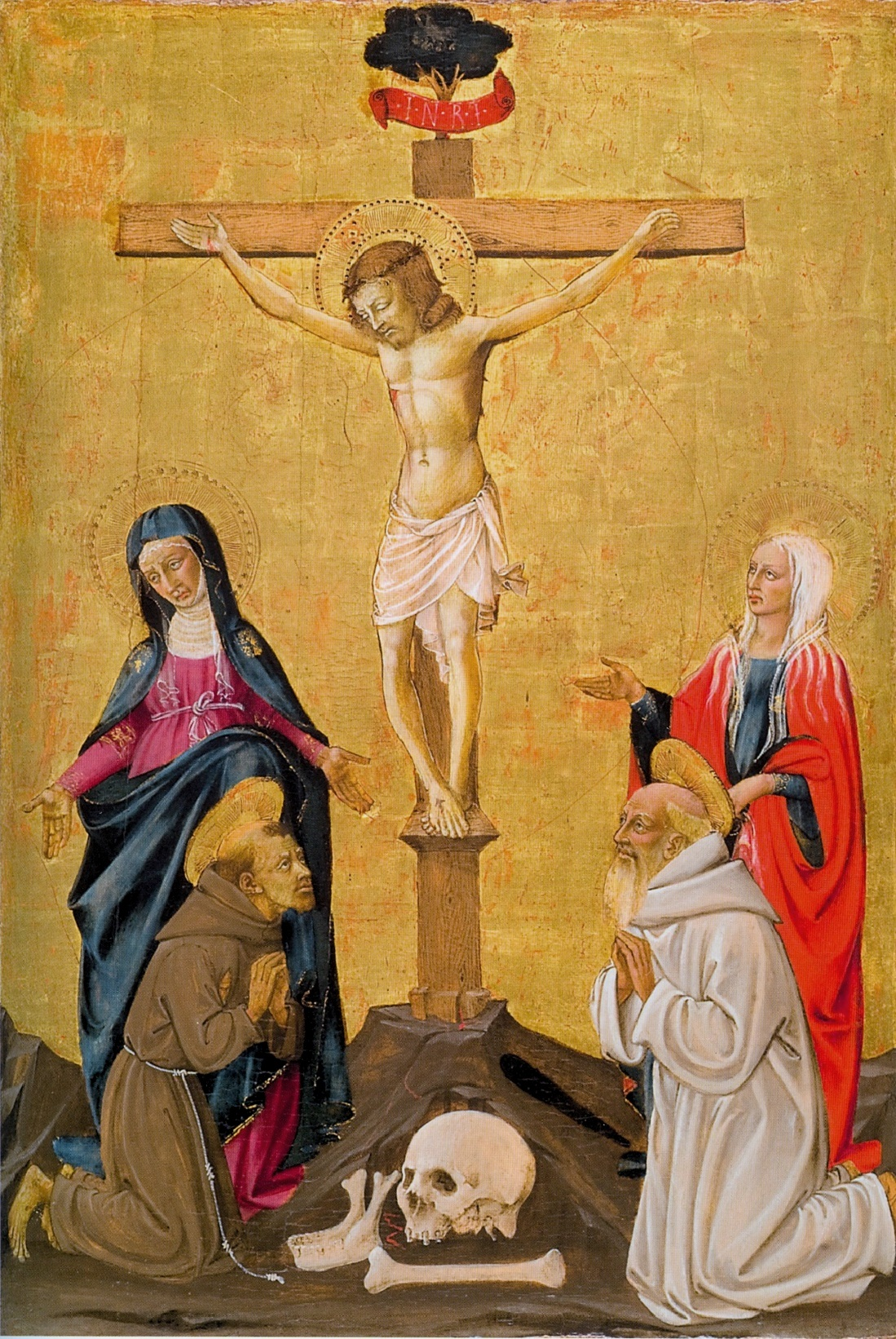
Распятие с Богоматерью, Марией Магдалиной,Франциском и Бенедиктом. ок. 1450г, Частное собрание

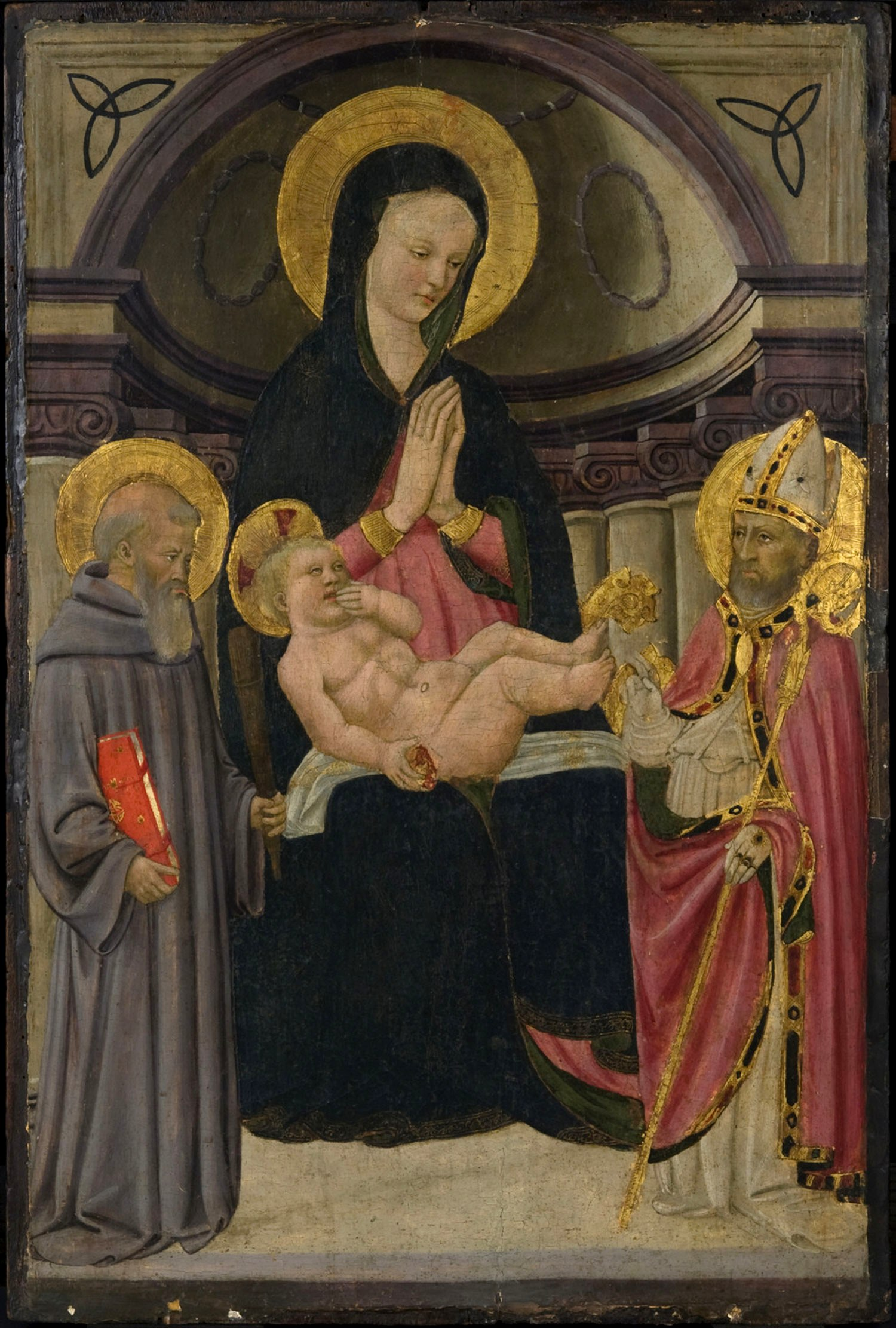
Мадонна с младенцем и святыми. ок. 1460г, Музей искусства, Филадельфия

Аполлонио ди Джованни работал в самых разных жанрах и материалах. Он создавал миниатюры к книгам, расписывал кассоне и подносы для рожениц светскими темами, создавал произведения на религиозные темы — как правило, это были образа для частных покоев. Самая крупная по размерам работа в его каталоге — алтарь «Троица со святыми Козьмой, Дамианом, Юлианом, Себастяном и Франциском» (220х134 см; Галерея Академии, Флоренция). На пределле алтаря можно видеть герб семейства Бруни д’Ареццо — произведение было заказано Филиппо ди Франческо Торнабуони, братом более известного Джованни Торнабуони — банкира Медичи, и Маддаленой ди Донато Бруни, внучкой мессера Леонардо, канцлера Флорентийской республики. Имя одного из святых, изображённых на алтаре, вероятно, было омонимом их сына (дата его рождения не известна, но произведение наверняка было заказано по этому поводу и к этой дате). В живописи алтаря исследователи видят влияние Пезеллино, Андреа дель Кастаньо и Паоло Уччелло.
Остальные молельные образы имеют более скромные размеры. Это небольшие «Троицы», сцены Распятия Христа и изображения Мадонны с младенцем, которых насчитывают, как минимум, шесть штук. Главный корпус его работ составляют расписные панели сундуков-кассоне и подносы для рожениц. Тематика этих произведений была по большей части светской: Триумфы, сюжеты из античной истории. Иногда использовались нравоучительные ветхозаветные сюжеты, вроде истории Сусанны.
Расписные подносы для рожениц представляли собой особую разновидность продукции, которая заказывалась ко дню рождения ребёнка. На них приносили еду в постель роженице, в дальнейшем они украшали интерьер жилища. На подносах изображались самые разные сюжеты, в основном как-либо связанные с пожеланием рождения здорового и удачливого в жизни малыша, чаще всего мальчика. В то время считали, что созерцание изображений способствует этому, в связи с чем на подносах иногда можно видеть дерущихся юношей, маленьких крепышей, которые мочатся (это символизировало пожелание «потока благ» в будущем). Именно таких малышей можно видеть на оборотной стороне подноса из Музея искусства Северной Каролины, изготовленного в мастерской Аполлонио. На его лицевой стороне написан «Триумф Целомудрия», в деталях иллюстрирующий поэму Петрарки «Триумфы». «Триумфы» были едва ли не самой популярной темой росписей до тех пор, пока держалась мода на подносы для рожениц. Две наиболее известные работы Аполлонио в этом жанре (Музей Виктории и Альберта; Национальная галерея, Лондон) также посвящены теме «Триумфов».

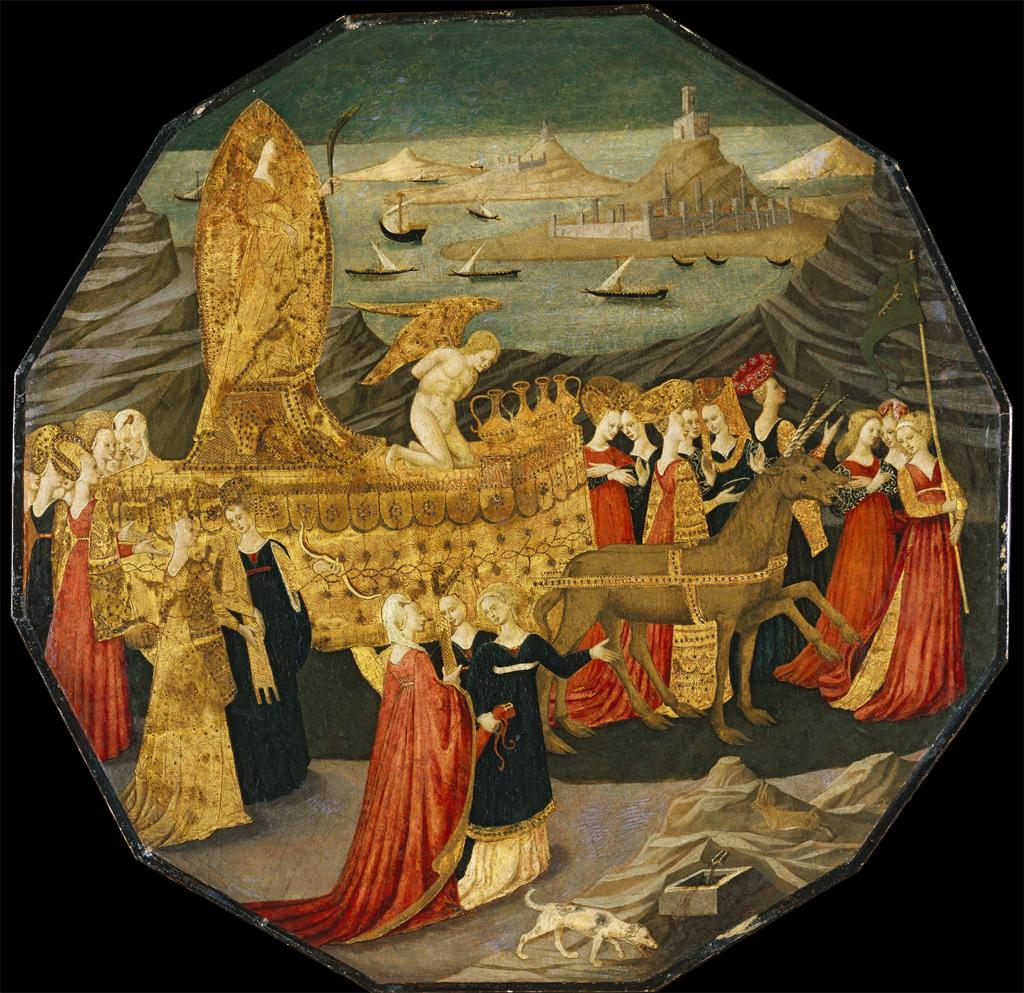
Триумф Целомудрия. Роспись подноса, сторона А, 1450-60, Музей искусства Сев. Каролины, Рэйли.
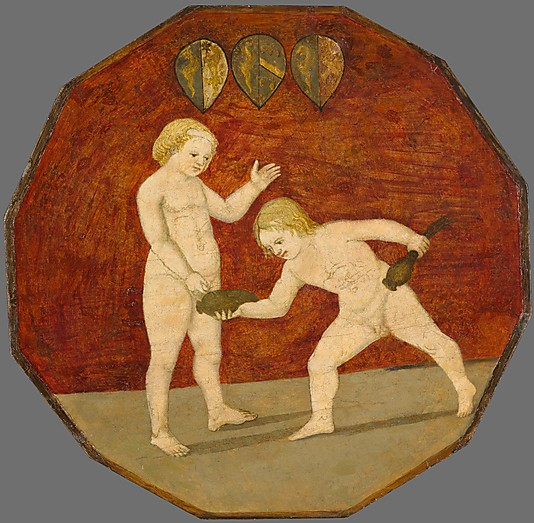
Голые мальчики с головками мака. Роспись подноса, сторона Б, 1450-60, Музей искусства Сев. Каролины, Рэйли.
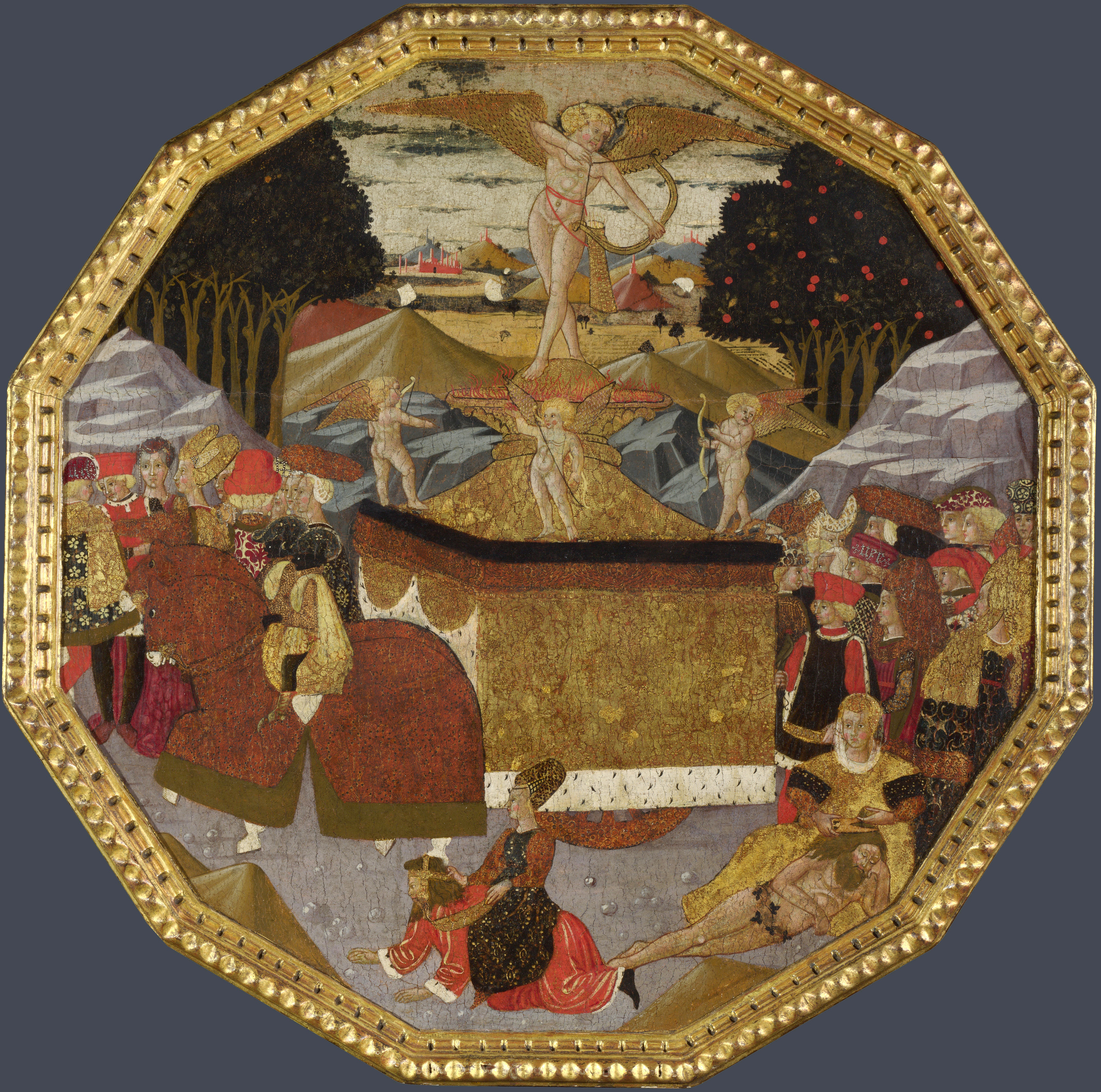
Триумф Любви. 1453-55, Роспись подноса, Национальная галерея, Лондон.
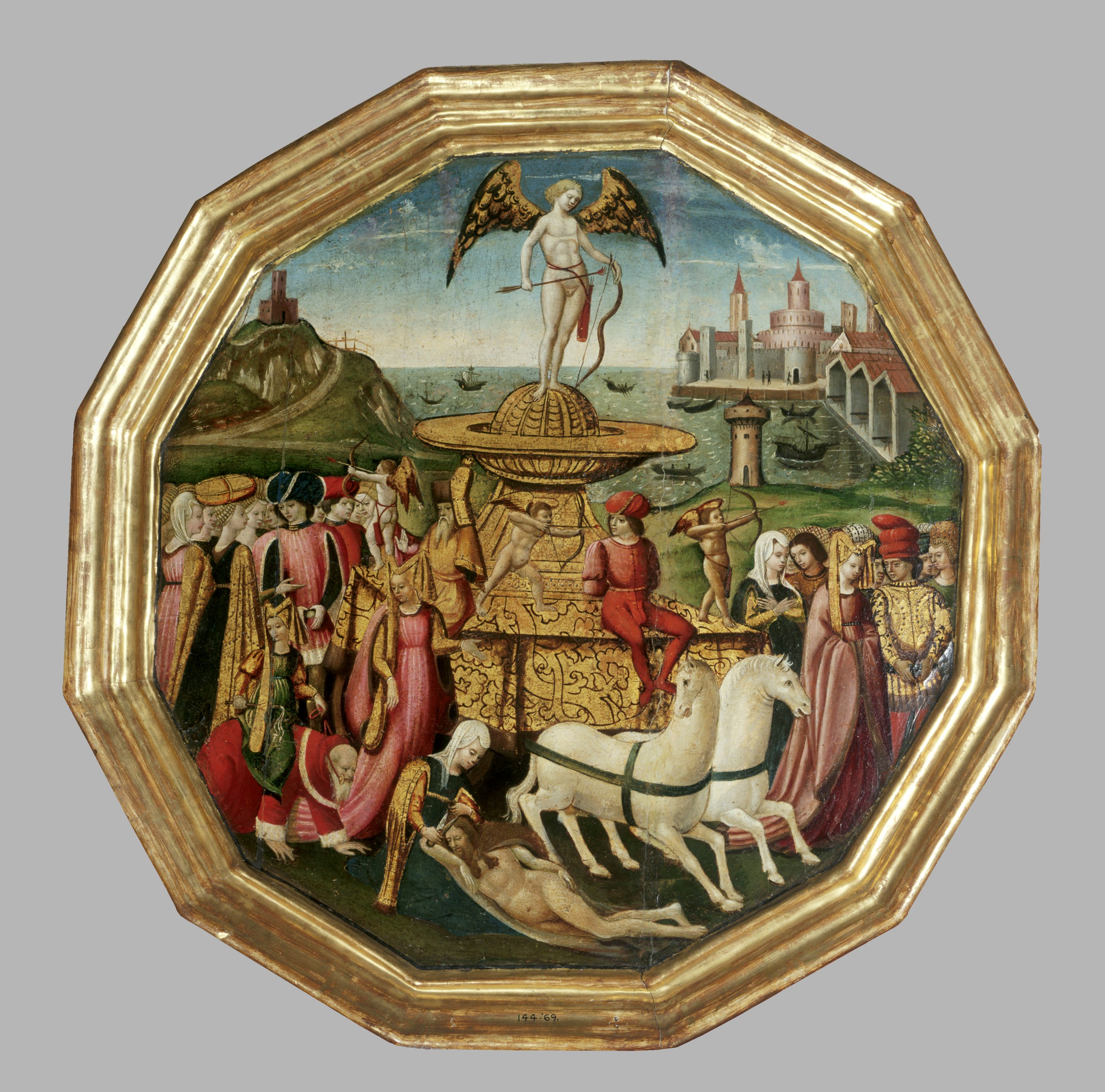
Триумф Любви. 1460-е гг, Роспись подноса. Музей Виктории и Альберта, Лондон.
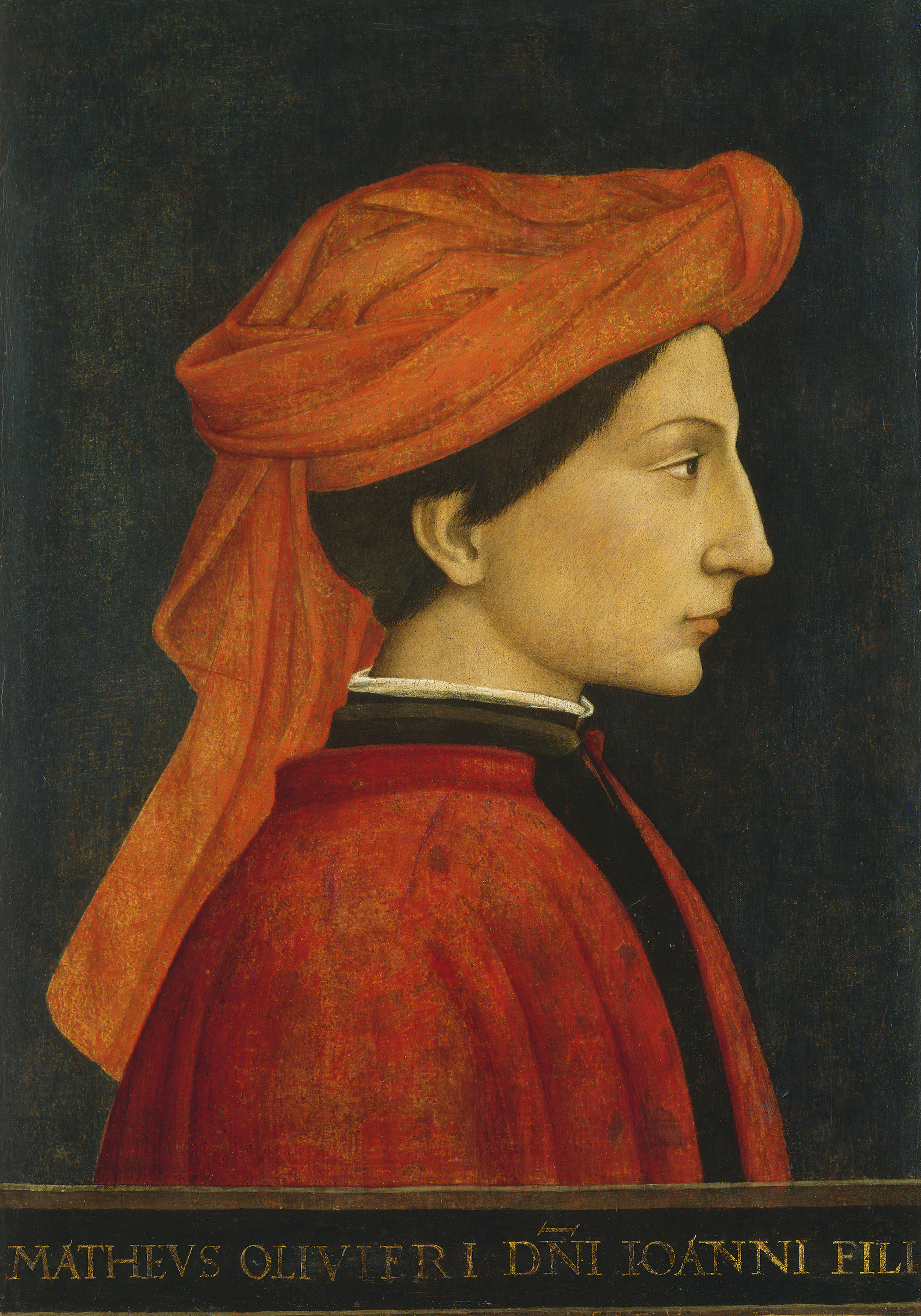
Портрет Маттео Оливьери. Вашингтон, Национальная галерея искусства.
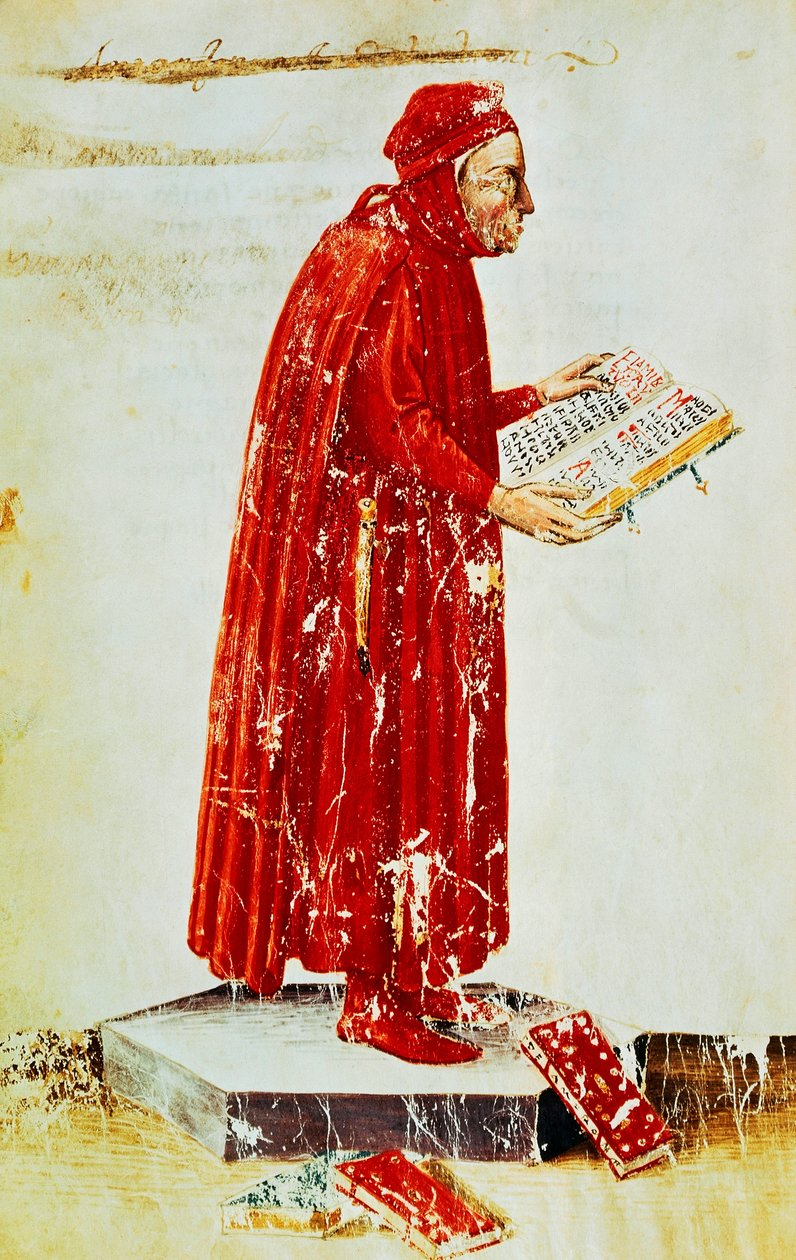
Портрет Колюччо Салютати. Миниатюра из кодекса. Флоренция, Библиотека Медичеа Лауренциана.

В каталоге художника есть два портрета (хотя не все эксперты разделяют эту атрибуцию): один из Национальной галереи искусства, Вашингтон, (Мужской портрет, согласно надписи изображён Маттео Оливьери), другой из Музея Крайслера, Норфолк (Мужской портрет, на котором согласно надписи изображён сын Маттео Оливьери — Микеле). Кроме этого мастерская Аполлонио изготавливала книги, богато украшенные миниатюрами. Самые известные из них: «Божественная комедия» Данте Алигьери, «Триумфы» Франческо Петрарки и «Буколики» Публия Вергилия Марона.